# Aprostocetus salto
Aprostocetus salto är en stekelart som beskrevs av Boucek 1988. Aprostocetus salto ingår i släktet Aprostocetus och familjen finglanssteklar. Inga underarter finns listade i Catalogue of Life.